# مانويل باريرو
مانويل باريرو (بالإسبانية: Manu Barreiro) (8 يوليو 1986 بسانتياغو دي كومبوستيلا في إسبانيا - ) هو لاعب كرة قدم إسباني في مركز الهجوم. لعب مع ديبورتيفو ألافيس وراسينغ فيرول ونادي بونتيفيدرا ونادي سمورة ونادي قادش ونادي كيركيدا وCD Lalín ‏ ونادي قادش ب ‏ ونادي الخيسيراس وJerez Industrial CF ‏.

## وصلات خارجية
- مانويل باريرو على موقع قاعدة بيانات كرة القدم.إي يو (الإنجليزية)
- مانويل باريرو على موقع Soccerbase.com (لاعب) (الإنجليزية)
- مانويل باريرو على موقع Soccerway.com (الإنجليزية)
- مانويل باريرو على موقع AS.com (الإسبانية)